# Certi bambini (film)
Certi bambini è un film del 2004 diretto da Andrea Frazzi e Antonio Frazzi, tratto dall'omonimo romanzo di Diego De Silva.

## Trama
Napoli. Rosario, nato in una situazione di confusione e criminalità perennemente in bilico tra le cattive frequentazioni (Damiano, un malavitoso che sfrutta la sua banda, la camorra) e le buone abitudini (la nonna con cui vive e di cui si prende cura, l'oratorio).
Il male tuttavia diventa destino ineluttabile, laddove il degrado materiale della città allo sbando diventa anche quello morale dei ragazzini senza alcun'altra possibilità se non quella di seguire il proprio destino di piccoli delinquenti.

## Riprese
Il film è stato girato a Napoli, alcune scene anche a Salerno e Battipaglia.

## Riconoscimenti
Questo film è riconosciuto come d'interesse culturale nazionale dalla Direzione generale Cinema e audiovisivo del Ministero per i beni e le attività culturali e per il turismo italiano, in base alla delibera ministeriale del 19 dicembre 2002.
- 2005 - David di Donatello
  - Miglior produttore a Rosario Rinaldo
  - Miglior montatore a Claudio Cutry
  - Candidatura Miglior film a Andrea Frazzi, Antonio Frazzi e Rosario Rinaldo
  - Candidatura Miglior regia a Andrea Frazzi e Antonio Frazzi
- 2005 - Nastro d'argento
  - Candidatura Migliore sceneggiatura a Diego De Silva, Marcello Fois, Andrea Frazzi, Antonio Frazzi, Ferdinando Vicentini Orgnani
  - Candidatura Migliore colonna sonora a Almamegretta
  - Candidatura Migliore sonoro in presa diretta a Mauro Lazzaro
- 2004 - European Film Awards
  - Prix Fassbinder a Andrea Frazzi e Antonio Frazzi
- 2004 - Festival Internazionale del cinema di Karlovy Vary
  - Grand Prix - Crystal Globe a Andrea Frazzi e Antonio Frazzi
- 2004 - Giffoni Film Festival
  - Gran premio della giuria a Andrea Frazzi e Antonio Frazzi